# Triumph (The Jacksons)
Triumph è il quarto album in studio del gruppo musicale statunitense The Jacksons pubblicato con l'etichetta Epic Records (il sedicesimo della loro carriera se si considerano gli album pubblicati sotto l'etichetta Motown con il nome "Jackson 5", inclusi i due album di vecchi inediti Joyful Jukebox Music e Boogie), pubblicato il 18 ottobre 1980.
Nel 2009 fu ristampato in una versione rimasterizzata con l'aggiunta di 3 bonus track mentre nel 2021 ne è stata realizzata una nuova versione digitale estesa con al suo interno l’album completo con l’aggiunta di 10 canzoni bonus, inclusi remix, B-side, versioni strumentali, versioni estese e altre con la collaborazione di artisti quali David Sanborn, Kirk Franklin e Tamela Mann.

## Descrizione

### Antefatti
Nel 1979 Michael Jackson aveva pubblicato Off the Wall, il suo primo album con la Epic Records, che ebbe molto successo e lo fece conoscere in tutto il mondo come solista e, con i fratelli, si era imbarcato nel Destiny World Tour per promuovere sia l'omonimo Destiny dei Jacksons che il suo album. Nel frattempo, però, i movimenti antidiscomusic, con lo slogan «disco sucks» ("la disco fa schifo"), avevano decretato la fine del fenomeno musicale, pertanto la band decise di abbandonare quel genere nel lavoro successivo.

### Composizione
I fratelli scrissero e composero ogni traccia dell'album come per il precedente Destiny, ma questa volta, grazie anche al successo di Michael come solista, ottennero una libertà artistica ancora maggiore. Nel giugno del 1979 Michael aveva dichiarato:
(Michael Jackson, 24 giugno 1979)
A causa degli impegni da solista però, Michael non poté dedicarsi ad ogni canzone del disco, cosicché per la prima volta i fratelli registrarono un album che li vide tutti contribuire, con i fratelli Jackie, Marlon e Randy che si alternarono tutti come voci soliste in alcuni pezzi e Tito che, oltre a suonare come sempre la chitarra, si occupò anche della scrittura del pezzo funk Everybody, scritto in collaborazione con Michael e il bassista Mike McKinney. Michael contribuì alla parte vocale nella maggior parte delle tracce e scrisse o co-scrisse sei delle nove canzoni.

### I brani
L'album si apre con Can You Feel It, un esplosivo brano club-gospel, scritto da Michael e Jackie, con i fiati che annunciano il suo arrivo, un coro di 30 elementi e un ritmo incessante che crea un gioioso momento di unità e speranza impostato per un nuovo capitolo nella carriera dei Jacksons e per l'avvento di un nuovo decennio, con Randy e Michael che si alternano come voce principale. Il suo groove funk martellante e l'arrangiamento orchestrale, con corni trionfali, campane che suonano e timpani rimbombanti crea una canzone da party e allo stesso tempo da coscienza sociale. Prosegue poi con Lovely One, scritta da Michael e Randy, canzone funky con accenni all'arazzo sonoro di Off The Wall, la cui chitarra, gli archi e la voce di Michael creano un'odissea funk. Dopo la beata angoscia della ballata Your Ways e il funk rilassato di Everybody, segue This Place Hotel (chiamata inizialmente Heartbreak Hotel e ribattezzata così per evitare possibili confusioni e problemi legali con l'omonima canzone di Elvis Presley) una traccia dal tema noir scritta e composta solo da Michael, che inizia con un preludio di archi prima di passare a una mescolanza di jazz-funk; primo brano "cinematografico" di Michael Jackson, che funge da precursore di suoi pezzi futuri quali Thriller e Smooth Criminal, il brano contiene vari effetti sonori oltre che urla femminili da film horror (emesse dalla sorella dei Jacksons, La Toya). Il dramma è anche al centro della ballata che segue, Time Waits for No One, scritta da Jackie e Randy,  con un arrangiamento scarno che consente a Michael di portare calore e desiderio alla canzone, mentre canta di dolore, speranza e disperazione. Segue l'euforia club di Walk Right Now e le due canzoni che chiudono l'album, il mid-tempo Give It Up, scritta nuovamente da Randy e Michael, che fonde pop e R&B in un'unica melodia, con Michael che canta nel suo registro più alto nelle strofe e Marlon che offre un contrasto più profondo nel pre-ritornello, e Wondering Who, scritta da Jackie e Randy, canzone che presenta Jackie alla voce solista, che offre un funk fluido. Nei momenti finali della canzone, Michael ritorna al microfono, offrendo alcune sue classiche improvvisazioni, come i suoi classici urletti, che diventeranno un suo riconoscibile marchio di fabbrica nei suoi successivi album da solista.

## Accoglienza
| Recensione                    | Giudizio |
| ----------------------------- | -------- |
| The Rolling Stone Album Guide |          |
| AllMusic                      |          |
| Robert Christgau              | A-       |

Robert Christgau scrisse che l'album era «più disordinato di Off the Wall, in parte perché i fratelli di Michael si sono intromessi, in parte perché Quincy Jones non era lì, ma la maggior parte del disordine è pura e gioiosa flessione muscolare» dando all'album una valutazione A-.
The Rolling Stone Album Guide scrisse che Triumph «è dove i Jacksons raggiungono un picco acustico; Can You Feel It e This Place Hotel sono così onnicomprensivi che barcollano sull'orlo dell'eccessiva potenza sonora, senza però rovinarla».
Andy Kellman di AllMusic, descrivendo l'iniziale modesto successo di Can You Feel It quando venne pubblicato come singolo, scrisse «il suo inno soprannaturale è più il finale di uno spettacolo pirotecnico che qualcosa di così piccolo come un semplice singolo» mentre definì This Place Hotel «un elaborato pezzo di sei minuti, scritto e arrangiato solo da Michael».

## Tracce
1. Can You Feel It – 6:00 (Michael Jackson/Jackie Jackson)
2. Lovely One – 4:52 (Michael Jackson/Randy Jackson)
3. Your Ways – 4:31 (Jackie Jackson)
4. Everybody – 5:00 (Michael Jackson/Tito Jackson/Mike McKinney)
5. This Place Hotel – 5:44 (Michael Jackson)
6. Time Waits for No One – 3:24 (Jackie Jackson/Randy Jackson)
7. Walk Right Now – 6:29 (Michael Jackson/Randy Jackson/Jackie Jackson)
8. Give It Up – 4:20 (Michael Jackson/Randy Jackson)
9. Wondering Who – 4:19 (Randy Jackson/Jackie Jackson)

Durata totale: 44:39

### Bonus track aggiunte nella riedizione del 2009
1. This Place Hotel (Single Version) – 4:52
2. Walk Right Now (John Luongo Disco Mix) – 7:36
3. Walk Right Now (John Luongo Instrumental Mix) – 6:58

### Bonus track della versione digitale estesa (2021)
1. Can You Feel It (Jacksons X MLK Remix) – 7:36
2. Can You Feel It (Island Remix featuring David Sanborn) – 5:46
3. Can You Feel It (Kirk Franklin Remix featuring Tamela Mann) – 5:49
4. Can You Feel It (7" Version) – 3:51
5. Lovely One (7" Version) – 3:49
6. This Place Hotel (7" Version) – 4:51
7. Walk Right Now (7" Version) – 4:26
8. Walk Right Now (John Luongo Special Remix) – 5:49
9. Walk Right Now (John Luongo Disco Mix) – 7:36
10. Walk Right Now (John Luongo Instrumental Mix) – 6:58

## Successo commerciale
Triumph fu il primo album dei Jacksons a raggiungere la posizione numero uno della classifica soul di Billboard dall'uscita di Maybe Tomorrow nel 1971. Vendette oltre due milioni di copie nel mondo e il 10 dicembre 1980 fu certificato disco di platino per vendite superiori al milione di unità negli Stati Uniti. L'album produsse quattro singoli di successo che raggiunsero la cima delle classifiche dance, pop e R&B statunitensi: Lovely One raggiunse la numero 2 nella classifica R&B e la numero 12 in quella generale di Billboard, Can You Feel It e Walk Right Now raggiunsero invece la numero 1 della classifica Dance mentre This Place Hotel raggiunse la posizione numero 2 della classifica R&B e la 22 nella classifica generale di Billboard.

## Classifiche
| Classifica (1980)                      | Posizione raggiunta |
| -------------------------------------- | ------------------- |
| Classifica soul di Billboard (USA)     | 1                   |
| Classifica generale di Billboard (USA) | 10                  |

## Formazione
- Michael Jackson - voce principale, cori
- Jackie Jackson - cori, voce solista su Wondering Who
- Tito Jackson - chitarra e cori
- Randy Jackson - cori, percussioni, seconda voce in Can You Feel It
- Marlon Jackson - cori, timpano, seconda voce in Give It Up

### Musicisti
- Nathan Watts, Mike McKinney, Clay Drayton - basso
- Ronnie Foster - tastiere
- Greg Phillinganes, Michael Boddicker, Webster Lewis - sintetizzatori
- Michael Sembello, Phil Upchurch, Paul Jackson Jr., David Williams, Greg Poree - chitarre
- Ollie E. Brown - batteria
- Paulinho da Costa, Lenny Castro - percussioni
- Gary Coleman - vibrafono
- Gary Herbig - flauti
- Bill Reichenbach, Kim Hutchcroft, Larry Hall, Jerry Hey - corni

### Coristi
- La Toya Jackson - urla in This Place Hotel
- Julia Tillman Waters, Maxine Willard Waters, Stephanie Spruill - coristi
- Audra Tillman, Brian Stilwell, Brigette Bush, Gerry Gruberth, Lita Aubrey, Peter Wade, Rhonda Gentry, Roger Kenerly II, Soloman Daniels, Yolanda Kenerly - coro bambini in Can You Feel It
- Arnold McCuller, Bob Mack, Bunny Hull, Carmen Twillie, Carolyn Dennis, Gerry Garrett, Gregory Wright, Jim Gilstrap, Josie James, Lewis Price, Lisa Roberts, Paulette Brown, Paulette McWilliams, Phyllis St. James, Tyrell "Rock" Deadrick, Roger Kenerly-Saint, Ronald Vann, Roy Galloway, Venetta Fields - coro adulti in Can You Feel It